# Майоров, Евгений Александрович
Евге́ний Алекса́ндрович Майо́ров (11 февраля 1938, Москва — 10 декабря 1997, Москва) — советский хоккеист, нападающий, Спортивный комментатор ЦТ. Заслуженный мастер спорта СССР (1963).

## Биография
Брат-близнец Бориса Майорова. Выступал за «Спартак» Москва (1956—1967).
В «Спартаке» и в сборной СССР Евгений Майоров выступал в звене с Борисом Майоровым и Вячеславом Старшиновым, эта тройка была одной из сильнейших в советском хоккее 1960-х годов.
В 1958—1959 годах также играл и за клубную команду футбольного «Спартака». В 1961—1962 годах провёл 2 игры в чемпионате дублирующих составов за футбольный «Спартак».
Окончил Московский авиационно-технологический институт (1963).
В 1967—1968 годах — старший тренер «Спартака», с которым стал вторым призёром чемпионата СССР 1968.
В 1968—1969 годах играл за ТУЛ «Вехмайстен Урхейлият» (Финляндия) — 16 игр, 2 шайбы.
С конца 1960-х годов работал спортивным комментатором на телевидении.
Член КПСС с 1969 года.
С 1972 по 1976 год — директор СДЮСШОР «Спартак» (Москва).
С 1979 года — спортивный тележурналист. Член Союза журналистов СССР.
С 1992 по 1994 год работал комментатором хоккейных трансляций на 1-м канале РГТРК «Останкино», откуда впоследствии (в апреле 1994 года) перешёл в спортивную редакцию недавно возникшей телекомпании НТВ.
Последние годы жизни (1994—1997) работал комментатором футбольных и хоккейных трансляций, а также ведущим и руководителем некоторых спортивных телепередач на телеканалах НТВ и «НТВ-Плюс Спорт». Был инициатором проведения в 1996 году первого конкурса спортивных комментаторов на «НТВ-Плюс», в результате которого в редакцию телекомпании трудоустроились многие ныне известные современные российские телекомментаторы. Вместе с Дмитрием Рыжковым работал над хоккейной программой на НТВ.
10 декабря 1997 года скончался на 60-м году жизни после продолжительной болезни моторных нейронов (боковой амиотрофический склероз). Похоронен на Ваганьковском кладбище.
В 1998 году Евгению Майорову посмертно присуждена телевизионная премия ТЭФИ в номинации «Лучший спортивный комментатор года».

## Достижения и награды
- Чемпион Олимпийских игр 1964.
- Чемпион мира и Европы 1963, 1964. Бронзовый призёр чемпионата мира 1961. На чемпионатах мира и Олимпийских играх сыграл 20 матчей, забросил 11 шайб.
- Двукратный чемпион СССР 1962, 1967. Второй призёр чемпионатов СССР 1965 и 1966, третий призёр 1963 и 1964. В чемпионатах СССР сыграл 260 матчей, забросил 127 шайб.
- Финалист Кубка СССР 1967.
- Награждён орденом «Знак Почёта» (1981), медалью ордена «За заслуги перед Отечеством» II степени (1996), медалью «За трудовое отличие» (1965).
- Входил в список 34 лучших хоккеистов СССР в 1964 году.

## Фильмография
В 1969 году принял участие в съёмках детского художественного фильма «Тайна железной двери» и сыграл самого себя.